# Estádio Álvaro Felício Abrahão
O Estádio Álvaro Felício Abrahão é um estádio localizado no Município de Xapuri interior do Estado do Acre, atualmente é usado para jogos oficiais pelo time Amax Esporte Clube, também conhecido pelo acrônimo AMAX.[carece de fontes?]

## Dados
O estádio tem capacidade para 4.000 pessoas é atualmente é usado para jogos do time local da cidade de Xapuri, o Amax Esporte Clube, que participa do Campeonato Acreano. Também é sede do campeonato local do município de Xapuri para times amadores e profissionais.